# Scoliopus
Scoliopus, rod trajnica iz porodice ljiljanovki (Liliaceae) smješten u potporodicu Streptopoideae. Domovina ovog roda je Sjeverna Amerika: Kalifornija, Oregon.
Priznate su dvije vrste iz hladnijih vlažnih šuma kalifornije i Oregona. U svom prirodnom staništu jedne su od ranijih cvjetnica, koje cvatu od kasne zime do ranog proljeća.

## Vrste
1. Scoliopus bigelovii Torr.
2. Scoliopus hallii S.Watson